# Didone (Mantegna)
Didone è un dipinto tempera a colla e oro su tela di lino (65,3x31,4 cm) di Andrea Mantegna, databile al 1495-1500 circa e conservato nel Montreal Museum of Fine Arts in Canada.

## Storia
L'opera fa parte di quella produzione di grisaglie che caratterizzò diverse opere del maestro mantovano negli ultimi anni dalla sua carriera, dal 1495 circa fino alla morte. Tali opere rivaleggiavano con la scultura ed erano molto apprezzate nell'ambiente della corte, anche per la scarsità di grandi scultori attivi a corte e la difficoltà di procurarsi il marmo, che doveva essere importato da territori vicini con un certo esborso economico.
La tavola fa coppia con quella di Giuditta nello stesso museo, di misure pressoché identiche, e con due tavole alla National Gallery di Londra (Tuccia e Sofonisba), con le quali formavano il gruppo delle Donne esemplari dell'antichità. Citate tutte e quattro nell'inventario port mortem dei beni dell'ultimo duca di Mantova Carlo Federico Gonzaga nel 1542, passarono attraverso Santi Rota nelle collezioni del maresciallo Schulenburg, venendo citate in un inventario del 1738. Alcune incertezze nella ricostruzione storica sono date dalle misure che non combaciano, né con questa coppia né con quella di Montréal.
Le due tavolette canadesi vennero battute a un'asta di Christie's il 13 aprile 1775, quando vennero separate dalle altre due, entrando nelle raccolte londinesi di John Taylor, per essere vendute, in seguito, nel 1912. Dopo un paio di passaggi di proprietà vennero infine acquistate dal museo di Montréal.

## Descrizione e stile
Didone è un'eroina letteraria dell'Eneide, che dopo essere stata abbandonata da Enea, il quale aveva promesso di sposarla, si tolse la vita con la stessa spada che Enea le aveva donato, gettandosi poi nel fuoco di una pira sacrificale.
Mantegna raffigurò la donna con la spada in mano dal lato della punta affilata, con un'urna cineraria in mano, riferimento alle ceneri del marito Sicheo, e sullo sfondo di travi di legno, rami e fascine di sterpi, con cui alimenterà la pira.
L'imitazione del finto bronzo dorato raggiunge qui un notevole vertice, con lo sfondo di marmo screziato che riproduce con fedeltà una lastra di "verde africano". L'acconciatura e la posa di Didone sembrano una precisa citazione dei busti di matrona romani. Il taglio netto delle pieghe dei panneggi rivela un confronto diretto con la scultura, che in quegli anni avveniva proprio per la presenza a Mantova dell'Antico. Tra i virtuosismi spiccano i riflessi brillanti dei cristalli di rocca sulla corona di Didone o la realistica consistenza delle fascine di legnetti, poste anche in penobra, quasi a fondersi con lo sfondo. Il capriccioso incresparsi dei panneggi nei manti riecheggia altre opere della fase tarda dell'artista, come la Madonna della Vittoria (1496) o l'Introduzione del culto di Cibele a Roma (1505-1506).